# Elaphoglossum ophioglossoides
Elaphoglossum ophioglossoides är en träjonväxtart som först beskrevs av Goldm., och fick sitt nu gällande namn av Holtt. Elaphoglossum ophioglossoides ingår i släktet Elaphoglossum och familjen Dryopteridaceae. Inga underarter finns listade.